# Bartramidula pusilla
Bartramidula pusilla là một loài rêu trong họ Bartramiaceae. Loài này được Hook. f. & Wilson Paris mô tả khoa học đầu tiên năm 1894.